# 639

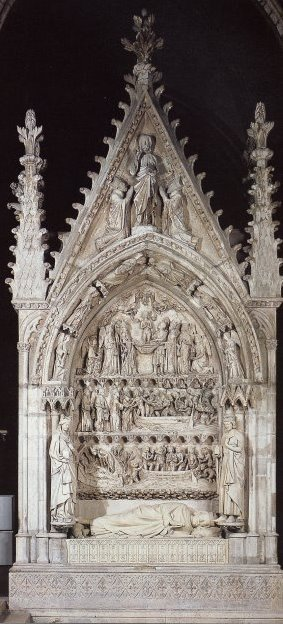
Graftombe van Dagobert I (ca. 603-639)

Het jaar 639 is het 39e jaar in de 7e eeuw volgens de christelijke jaartelling.

## Gebeurtenissen

### Europa
- 19 januari - Dagobert I ("goede koning") overlijdt na een regeerperiode van 10 jaar en wordt als eerste  Franse koning begraven in de basiliek van Saint-Denis. Hij wordt opgevolgd door zijn 9-jarige zoon Sigibert III, koning van het Frankische deelgebied Austrasië en zijn 2-jarige zoon Clovis II die Neustrië en Bourgondië krijgt toegewezen. Sigibert wordt de eerste "vadsige koning" van de Merovingers. Hij wordt gedomineerd door de hofmeier van het paleis, Pepijn van Landen. Deze weet steeds meer politieke macht naar zich toe te trekken en de jonge troonopvolgers worden marionetten van het Frankische Rijk.
- December - Koning Chintila overlijdt na een regeerperiode van 3 jaar en wordt opgevolgd door zijn zoon Tulga als heerser van het Visigotische Rijk.
- De Thüringers maken gebruik van de dood van koning Dagobert om hun zelfstandigheid te herwinnen.

### Arabische Rijk
- Byzantijns-Arabische Oorlog: Een Arabisch expeditieleger (3500 man) valt Byzantijns Egypte binnen, waarbij ze dezelfde oude karavaanroute vanuit Palestina volgen die eertijds ook de Perzen hebben genomen. De Arabieren, die al spoedig versterking van 12.000 man krijgen, stuiten op weinig verzet van de Koptische christenen die hen als "bevrijders" begroeten. De strategische stad Pelusium (Nijldelta) wordt na een twee maanden durende belegering ingenomen.

### Azië
- Bhavavarman II (639-656) bestijgt de troon als koning van Chenla (huidige Cambodja).

## Religie
- De kathedraal van Santa Maria Assunta in de Lagune van Venetië (Torcello) wordt gesticht.

## Geboren
- Adelmus, Angelsaksische bisschop (waarschijnlijke datum)

## Overleden
- 19 januari - Dagobert I, koning van de Franken
- 21 februari - Pepijn van Landen, hofmeier van Austrasië (of 640)
- December - Chintila, koning van de Visigoten
- Abu Ubayda, metgezel van Mohammed
- Acharius, bisschop van Doornik en Noyon